# Farrisos
Farrisos (em armênio: Փառիսոս; romaniz.: Pʼaṙisos) era uma cidade, fortaleza e mosteiro localizado na bacia superior do rio Xanquir, perto da atual vila azerbaijana de Calaquende. Suas ruínas estão localizadas num penhasco na margem esquerda de um riacho também historicamente chamado de Farrisos, que é um tributário do Xanquir. Farrisos também era o nome do distrito circundante, que compreendia a bacia do Xanquir, e de um reino cuja capital era aqui. O Reino de Farrisos se tornou o principado mais importante nas terras altas da Armênia Oriental durante o século X.

## História
A cidade-fortaleza de Farrisos foi provavelmente fundada no século IX. Sucedeu a fortaleza próxima de Gardamana, mais a jusante no Xanquir, como a capital da bacia de Xanquir. Farrisos estava num local de acesso um pouco mais difícil do que Gardamana. O nome Farrisos está etimologicamente conectado com Farnes (P'arnēs), que era o nome do distrito antes de Farrisos ser fundado. Ambos os nomes estão relacionados ao nome da tribo iraniana chamada parrásios em grego: Παρράσιοι) mencionada por Estrabão como um dos principais grupos da região. O distrito se sobrepôs amplamente ao antigo distrito de Gardamana. Havia também um mosteiro chamado Farrisos, que estava localizado em algum lugar próximo. Em uma lista de católicos albaneses, há dois prelados mencionados do mosteiro de Farrisos, enquanto todos os outros têm apenas um listado; isso implica que o mosteiro de Farrisos tinha "um alto grau de institucionalização", maior do que qualquer outro lugar nas regiões armênias orientais.
O reino de Farrisos se originou no início do século X com o príncipe Isaque Sevada, que era neto de Adanarses e bisneto de Sal Simbaciã. Os governantes de Farrisos parecem ter herdado a reivindicação de Sal Simbaciã de soberania sobre toda a Albânia. O Reino de Farrisos veio a dominar as terras altas ao redor do lago Sevã, a parte mais alta do planalto armênio, e seu controle de várias rotas comerciais importantes o tornou bem conectado com as regiões vizinhas do Cáucaso e do Cáspio. Uma rota importante passava pelo vale do Joroi Guete, que Isaque Sevada conquistou; essa rota conectava os sistemas fluviais Cura e Araxes que formavam "os eixos principais" da Geórgia e da Armênia, respectivamente. Os governantes de Farrisos também controlavam as duas principais passagens sobre as montanhas do Cáucaso Menor: a passagem de Farrisos e a passagem de Sotque. A consolidação do poder em Farrisos, assim como em outros pequenos principados cristãos na região, está relacionada à relativa paz na região durante o início do século X que levou ao "rápido desenvolvimento da economia da Armênia e do comércio internacional através do Cáucaso do Sul".
O neto de Isaque Sevada, Iscanum Sevada, foi chamado de "o grande e glorificado príncipe da Albânia" por Estêvão Orbeliano. Iscanum Sevada teve quatro filhos: João (também conhecido como Senaquerim), Gregório, Adanarses e Filipe. Primeiro, Senaquerim e Gregório reinaram como cogovernantes. Por volta de 968, Senaquerim foi coroado "rei da Albânia" e recebeu insígnias de dignitários bizantinos e islâmicos: recebeu "um manto e decorações magníficas" de um "rei persa", provavelmente o emir salárida do Azerbaijão, e "uma coroa de rara beleza e traje real roxo" de Davi III de Tao em sua capacidade de magistro bizantino. A coroação de Senaquerim representa "um momento culminante na história da casa governante de Farrisos". No entanto, em 1003/4, de acordo com Estêvão de Taraunitis, Senaquerim e Gregório morreram. Eles podem ter morrido durante um ataque liderado por Alfadle I ibne Maomé (r. 986–1031), o emir xadádida de Arrã, que é conhecido por ter sido ativo em Sotque e Khachen nessa época.
De acordo com Estêvão de Taraunitis, o Reino de Farrisos foi completamente destruído e dividido entre Fadle e Cacício I da Armênia (r. 989–1020). No entanto, sobreviveu e é atestado em fontes posteriores. Parece que quando Estêvão terminou seu livro em 1004/5, ele não tinha ouvido mais atualizações das regiões orientais; enquanto isso, Adanarses e Filipe sobreviveram, talvez ficando em um dos muitos castelos do distrito, e parecem ter herdado a realeza conjunta de seus irmãos. São provavelmente os "reis albaneses Adanarses e Pipe" mencionados numa carta do vardapete Tiranum em resposta às suas perguntas sobre exegese, que é preservada em vários manuscritos armênios contendo obras teológicas. A resposta de Tiranum, que provavelmente ocorreu não muito depois que os irmãos se tornaram reis, refere-se aos dois estarem em "uma hora de perigos extremos", talvez uma indicação de agitação política naquela época. O Reino de Farrisos possivelmente sobreviveu até meados do século XI. Foi sucedido na região pelo Principado de Khachen.